# Григор Георгиев Зверката
Григор Георгиев, известен като Зверката, е български революционер, войвода на Върховния македоно-одрински комитет и Вътрешната македоно-одринска революционна организация.

## Биография
Георгиев е роден в 1857 година в малешевското село Будинарци, тогава в Османската империя, днес в Северна Македония. Влиза във ВМОК и става четник на съселянина си Васе Пехливана. По-късно е самостоятелен малешевски войвода на организацията.
| Чета на Григор Георгиев, 26 февруари 1904 година | Чета на Григор Георгиев, 26 февруари 1904 година | Чета на Григор Георгиев, 26 февруари 1904 година | Чета на Григор Георгиев, 26 февруари 1904 година | Чета на Григор Георгиев, 26 февруари 1904 година |
| Номер                                            | Име                                              | Селище                                           | Околия                                           | Забележка                                        |
| ------------------------------------------------ | ------------------------------------------------ | ------------------------------------------------ | ------------------------------------------------ | ------------------------------------------------ |
| 1.                                               | Григор Геориев                                   | Будинарци                                        | Малешевска                                       | върнал се                                        |
| 2.                                               | Лазар Николов                                    | Търлис                                           | Неврокопска                                      |                                                  |
| 3.                                               | Григор Дончов                                    | Русино                                           | Малешевска                                       |                                                  |
| 4.                                               | Никола Иванов                                    | Будинарци                                        | Малешевска                                       |                                                  |
| 5.                                               | Иван Илиев                                       | Будинарци                                        | Малешевска                                       |                                                  |
| 6.                                               | Иван Николов                                     | Будинарци                                        | Малешевска                                       |                                                  |
| 7.                                               | Мирчо Христов                                    | Русиново                                         | Малешевска                                       |                                                  |